# Mogyoród
Mogyoród là một làng thuộc hạt Pest, Hungary. Làng này có diện tích 34,48 km², dân số năm 2010 là 6157 người, mật độ 179 người/km².